# Paganini (opérette)
Pour les articles homonymes, voir Paganini (homonymie).
Paganini est une opérette en trois actes de Franz Lehár, sur un livret allemand de Paul Knepler et de Béla Jenbach.
Lehár composa cette œuvre pour le ténor autrichien en vue Richard Tauber, mais ce dernier joua le rôle-titre avec Vera Schwarz (en) dans le rôle de la princesse à Berlin le 30 janvier 1926, plutôt qu'à la première, qui avait eu lieu au théâtre Johann Strauss de Vienne le 30 octobre 1925 avec Carl Clewing (de) dans le rôle-titre. Le contrat qui liait Tauber au Staatsoper Unter den Linden l'avait obligé à être à Stockholm à la date de la première de Vienne. L'opérette avait été reçu si froidement à Vienne que l'imprésario de Berlin, Heinz Saltenberg, hésita à la monter au Deutsches Künstlertheater (de) sans garantie contre les pertes. Quoi qu'il en soit, Tauber et Schwarz en firent un énorme succès à Berlin, où l'œuvre fut jouée trois mois. C'était la première opérette que Lehár composa exprès pour Tauber, qui avait connu un grand succès dans les opérettes Amour tzigane (de) (en 1920) et Frasquita (en 1923) du compositeur.

## Rôles
| Rôle                                                                    | Voix      | Distribution à la première, le 30 octobre 1925 (chef d'orchestre : Franz Lehár) |
| ----------------------------------------------------------------------- | --------- | ------------------------------------------------------------------------------- |
| Niccolò Paganini, le violoniste                                         | ténor     | Carl Clewing                                                                    |
| Maria-Anna Élisa, princesse de Lucques et de Piombino, sœur de Napoléon | soprano   | Emmi Kosáry                                                                     |
| Le prince Félix Baciocchi, son mari                                     | baryton   | Peter Hœnselers                                                                 |
| Bella Giretti, danseuse en relation amoureuse avec le prince            | soprano   | Gisela Kolbe                                                                    |
| Giacomo Pimpinelli, chambellan de la princesse                          | ténor     | Fritz Imhoff                                                                    |
| Le comte Hédouville, général                                            | ténor     | Felix Dombrowski                                                                |
| Bartucci, imprésario de Paganini                                        | bass      | Max Brod                                                                        |
| La comtesse De Laplace, dame de la cour                                 | contralto |                                                                                 |
| Corallina                                                               | soprano   |                                                                                 |
| Courtisans, soldats, paysans, serviteurs, etc. (chœur)                  |           |                                                                                 |

## Synopsis
Située à Lucques, l'histoire est celle de la liaison amoureuse entre Niccolò Paganini, le violoniste au charme irrésistible, et Élisa Bonaparte, sœur cadette de Napoléon amoureuse des arts et du théâtre.

## Airs principaux
- Schönes Italien (Paganini)
- Liebe, du Himmel auf Erden (Maria-Anna Élisa)
- Mit den Frau'n auf Du und Du (Bella Giretti – Pimpinelli)
- Niemand liebt dich so wie ich (Maria-Anna Élisa – Paganini)
- Einmal möcht' ich was Närrisches tun (Bella Giretti – Pimpinelli)
- Gern hab ich die Fraun geküsst (Paganini)
- Deinen süssen Rosenmund (Paganini)
- Wo meine Wiege stand, ich weiss es nicht (Maria-Anna Élisa)

## Enregistrements
- Franz Lehár, Paganini, Nicolai Gedda, Anneliese Rothenberger, Heinz Zednik, Benno Kusche (de), Olivera Miljakovic, Friedrich Lenz, chœur du Bayerische Staatsoper, orchestre symphonique de Bavière, Willi Boskovsky, chef d'orchestre, 1977, EMI Classics CD 65968.